# گلوریا گری‌یر
گلوریا گری‌یر (انگلیسی: Gloria Greer؛ ‏ ۷ مارس ۱۹۰۸ – ۶ ژوئن ۱۹۳۱) بازیگر اهل ایالات متحده آمریکا بود.
از فیلم‌هایی که وی در آن‌ها نقش داشته‌است، می‌توان به مردان نبرد اشاره نمود.